# Łasin Pomorski
Łasin Pomorski – dawna stacja kolejowa w Plesewie, w gminie Łasin, w powiecie grudziądzkim, w województwie kujawsko-pomorskim, w Polsce. Położona na linii kolejowej z Jabłonowa Pomorskiego do Prabut. Linia ta posiadała jeden tor. Miała znaczenie lokalne. Została otwarta w dniu 1 października 1899 roku. Przewozy pasażerskie zostały zawieszone w 1990 roku. Torowisko zostało rozebrane w styczniu 2006 roku.